# Bukoveț, Bolehiv
Bukoveț (în ucraineană Буковець) este un sat în comuna Poleanîțea din regiunea Ivano-Frankivsk, Ucraina.

## Demografie
Componența lingvistică a localității Bukoveț
     Ucraineană (100%)
Conform recensământului din 2001, toată populația localității Bukoveț era vorbitoare de ucraineană (100%).